# کیم جونگ-هیون (تیرانداز)
کیم جونگ-هیون (انگلیسی: Kim Jong-hyun؛ زادهٔ ۲۱ ژوئیهٔ ۱۹۸۵) تیرانداز اهل کره جنوبی است.
از افتخارات وی میتوان به کسب مدال نقره در بازی‌های المپیک تابستانی ۲۰۱۲ و ۲۰۱۶ اشاره‌کرد.